# Gerard & Jacques
Gerard & Jacques (ジェラールとジャック?) è un manga di genere shōnen'ai creata da Fumi Yoshinaga e pubblicata a partire dal 2000. 

## Trama
La storia inizia quando il giovane Jacques viene venduto ad un bordello riservato ad esponenti dell'alta classe sociale. Suo padrone diventa Gerard, un ricco borghese. Poco dopo questi riesce a far riacquistare la libertà al ragazzo, portandolo infine a scegliere di star a convivere assieme. 
Passano così diversi anni e Jacques s'è ormai stabilito nella residenza di Gerard, lavorando prima come cameriere e poi come suo segretario ed assistente particolare. Il loro rapporto è col tempo via via cresciuto, diventando una vera e propria relazione d'amore, questo nonostante gli alti e bassi derivanti dalle loro differenti e radicalmente separate posizioni sociali assunte nella vita. 
Giunge il 1789 e l'aria rivoluzionaria comincia ad accendere i cuori del popolo francese; la famiglia di Jacques giunge a Parigi e reclama il ritorno del figlio. L'amore tra i due inizia ad essere sempre più un problema. 

## Personaggi
Gerard Anglade
Ricco scrittore borghese, Gerard ha raggiunto il successo e gli agi che ne derivano attraverso la sua attività di scrittore di racconti erotici; la sua serie di maggior successo, Claire e Julia - Il frutto proibito, tratta di una coppia di donne omosessuali legate da un rapporto serva-padrona dai marcati elementi BDSM. Bisessuale ed incurante degli scandali, Gerard è solito frequentare i bordelli per godere della compagnia di giovinetti prostituitisi, senza tuttavia riuscire a dimenticare l'appassionata storia d'amore con la moglie Natalie e la figlioccia natagli durante gli anni di matrimonio e poi morta prematuramente. Diviso fra un altalenante sentimento di amore ed odio verso la compagna - che in un litigio lo sfregiò - Gerard riesce infine a perdonarla, mosso dall'amore nutrito verso il candido Jacques.
Jacques Philippe de Saint-Jacques
Venduto in un bordello di giovinetti per ripagare i debiti di gioco del padre, Jacques, una volta riscattato decide di lavorare duramente per dimostrare le proprie qualità allo sprezzante padrone Gerard. Innamoratosi poi del datore di lavoro, non riesce subito ad accettare i propri sentimenti in quanto "contro natura", secondo gli insegnamenti religiosi.
Charlotte
Cuoca al servizio di Gerard. Dal cuore gentile e sensibile, coccola e vizia il piccolo Jacques con dolci ed affetto, ponendosi per il giovane come una ideale figura di sorella maggiore dalle cure materne.
Paul
Unico domestico al servizio di Gerard e pertanto supervisore agli affari domestici riguardanti la tenuta e gi affari mondani del proprio padrone.
Natalie
Moglie di Gerard e nobile decaduta. Innamoratasi del futuro marito in gioventù, Natalie è sempre stata una donna amante delle frivolezze, della bella vita e dagli appetiti sessuali insaziabili. Sincera al punto da confidare al marito che mai gli sarebbe stata fedele, Natalie non riesce tuttavia ad accettare la propria condizione di donna sposata e madre di famiglia: rifiutando la propria figlia - ottenuta dalla relazione adulterina col nobile Lours de Almarique - lascia la piccola disabile ed abbandonata alle cure di una serva, senza mai rivelarlesi.
Lours de Almarique
Nobile francese, amante di Natalie fin dalla gioventù. Famoso per la sua fama di dongiovanni e la relazione burrascosa con la celebre e spregiudicata madame Natalie, Lours si invaghisce di Gerard nel momento in cui, sorpreso una notte da questi mentre era nell'illecita compagnia della moglie, Natalie propone ai due uomini un ménage à trois. Ossessionato dall'uomo al punto di arrivare a drogarlo e stuprarlo, la sua condotta notoriamente scandalosa finisce poi per renderlo una delle prime vittime del Terrore.

## Manga

### Volumi
| Nº | Giapponese 「Kanji」 - Rōmaji                       | Data di prima pubblicazione                                                  | Data di prima pubblicazione |
| Nº | Giapponese 「Kanji」 - Rōmaji                       | Giapponese                                                                   |                             |
| 1  | 「ジェラールとジャック（1）」 - Gerard to Jacques 1 | febbraio 2000 (Biblos) 1º settembre 2007 (Libre Shuppan) ISBN 978-4862632555 |                             |
| 2  | 「ジェラールとジャック（2）」 - Gerard to Jacques 2 | aprile 2001 (Biblos) 1º settembre 2007 (Libre Shuppan) ISBN 978-4862632562   |                             |